# Pojarevo, Sofia
Pojarevo (în bulgară Пожарево) este un sat în comuna Bojuriște, regiunea Sofia,  Bulgaria. 

## Demografie
Componența etnică a satului Pojarevo
     Bulgari (93,72%)
     Nicio identificare (6,27%)
     Altele (0%)
La recensământul din 2011, populația satului Pojarevo era de 303 locuitori. Din punct de vedere etnic, majoritatea locuitorilor (93,72%) erau bulgari. Pentru 6,27% din locuitori nu este cunoscută apartenența etnică.